# باناسيا

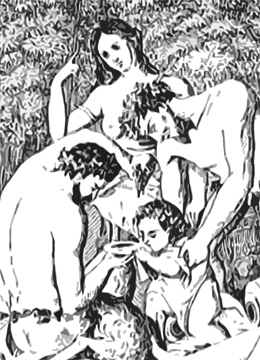
باناسيا (منتصف الصورة) تعطي الدواء لطفل (صورة للطبيب فيرونيس جي. غازولا كجزء من روسم (كليشة خشبية) أكبر

في الميثولوجيا الإغريقية، باناسيا هي إلهة الدواء العام والعلاج العام الشامل. وهي ابنة أسكليبيوس وإبيون. كانت كل من باناسيا وشقيقاتها الأربع تمثل فناً من فنون أبولو.